# الرقبة (أسوان)
قرية الرقبة هي إحدى القرى التابعة لمركز دراو في محافظة أسوان في جمهورية مصر العربية.